# 2008년 MTV 무비 어워드
제17회 MTV 무비 & TV 어워드는 2008년 6월 1일에 열린 시상식이다.

## 수상 및 후보

### 최고의 영화상
- 트랜스포머 - 마이클 베이 수상
- 나는 전설이다 - 프란시스 로렌스
- 주노 - 제이슨 라이트맨
- 내셔널 트레져: 비밀의 책 - 존 터틀타웁
- 캐리비안의 해적 - 세상의 끝에서 - 고어 버빈스키
- 슈퍼배드 - 그렉 모톨라

### 최고의 남자배우상
- 나는 전설이다 - 윌 스미스 수상
- 아메리칸 갱스터 - 덴젤 워싱턴
- 본 얼티메이텀 - 맷 데이먼
- 슈퍼배드 - 마이클 세라
- 트랜스포머 - 샤이아 라보프

### 최고의 여자배우상
- 주노 - 엘리엇 페이지 수상
- 마법에 걸린 사랑 - 에이미 아담스
- 척 앤 래리 - 제시카 비엘
- 사고친 후에 - 캐서린 헤이글
- 캐리비안의 해적 - 세상의 끝에서 - 키이라 나이틀리

### 주목할만한 배우상
- 헤어스프레이 - 잭 에프론 수상
- 헤어스프레이 - 니키 브론스키
- 디스 크리스마스 - 크리스 브라운
- 슈퍼배드 - 마이클 세라
- 트랜스포머 - 메간 폭스
- 슈퍼배드 - 조나 힐
- 슈퍼배드 - 크리스토퍼 민츠 프래지
- 사고친 후에 - 세스 로건

### 최고의 키스상
- 스텝 업 2 - 더 스트리트 - 브리아나 에비건 수상
- 디스터비아 - 샤이아 라보프
- 마법에 걸린 사랑 - 에이미 아담스
- 해리 포터와 불사조 기사단 - 다니엘 래드클리프
- 주노 - 엘리엇 페이지

### 최고의 싸움상
- 겟 썸 - 숀 패리스 & 캠 지갠뎃 수상
- 에이리언 VS. 프레데터 2 - 콜린 스트로즈 vs 그렉 스트로즈
- 본 얼티메이텀 - 맷 데이먼 vs 조이 앤사
- 점퍼 - 헤이든 크리스텐슨 vs 제이미 벨
- 러시 아워 3 - 크리스 터커 vs 성룡
- 스파이더맨 3 - 토비 맥과이어 vs 제임스 프랭코

### 최고의 악당상
- 스위니 토드: 어느 잔혹한 이발사 이야기 - 조니 뎁 수상
- 노인을 위한 나라는 없다 - 하비에르 바르뎀
- 스파이더맨 3 - 토퍼 그레이스
- 베오울프 - 안젤리나 졸리
- 아메리칸 갱스터 - 덴젤 워싱턴

### 최고의 코믹연기상
- 캐리비안의 해적 - 세상의 끝에서 - 조니 뎁 수상
- 마법에 걸린 사랑 - 에이미 아담스
- 척 앤 래리 - 아담 샌들러
- 사고친 후에 - 세스 로건
- 슈퍼배드 - 조나 힐

### 최고의 버츄얼 퍼포먼스
- 헤어스프레이 - 잭 에프론 수상
- 헤어스프레이 - 니키 브론스키
- 사고친 후에 - 세스 로건
- 슈퍼배드 - 조나 힐
- 슈퍼배드 - 마이클 세라
- 슈퍼배드 - 크리스토퍼 민츠 프래지
- 디스 크리스마스 - 크리스 브라운
- 트랜스포머 - 메간 폭스

### 최고의 영화 패러디상
- Juno: Teen Pregnancy Redux 수상
- I Am Little
- Broverfield
- No Country For Old Predators
- No Football For Old Men
- Matthew McConaughey Is Into The Wild
- No Country For Superbad Men

### 최고의 여름추천 작품상
- 아이언 맨 - 존 파브로 수상
- 나니아 연대기 - 캐스피언 왕자 - 앤드류 애덤슨
- 인디아나 존스: 크리스탈 해골의 왕국 - 스티븐 스필버그
- 섹스 앤 더 시티 - 마이클 패트릭 킹
- 스피드 레이서 - 릴리 워쇼스키

### MTV 제너레이션상
- 아담 샌들러 수상